# Alyth
Alyth est une ville située dans le Perth and Kinross, en Écosse. En 2020 la population de Alyth est estimée à 3 046 habitants.